# 大磯城山公園
大磯城山公園（おおいそじょうやまこうえん）は、神奈川県中郡大磯町に位置する神奈川県立の都市公園（風致公園）である。旧三井財閥の別荘跡地を公園として整備した。その後、2013年（平成25年）に旧吉田茂邸地区一部開園、2017年（平成29年）に旧吉田茂邸地区全面開園した。

## 主な施設
国道1号を挟んで、山側の「旧三井別邸地区」（室町時代に「小磯城」があったといわれる）と海側の「旧吉田邸地区」に分かれている。

### 旧三井別邸地区
- 茶室「城山庵」
- 大磯町郷土資料館
- 北蔵ギャラリー
- 展望台
- 横穴古墳群
- 兜門
- もみじの広場、ひかりの広場、ふれあいの広場、であいの広場
- 第1、2、3駐車場

### 旧吉田邸地区
- 吉田茂銅像
- 旧吉田茂邸
- 日本庭園
- 七賢堂
- 第4駐車場

## ギャラリー
- 大磯城山公園内
- 旧吉田茂邸母屋（再建後）
- 旧吉田茂邸内にある七賢堂
- 大磯町郷土資料館入口
- 大磯町郷土資料館中庭の桜